# François-Xavier Nguyen Van Thuan
François-Xavier Nguyễn Văn Thuận (Hue, Vietnam, 17 de abril de 1928 - Roma, Italia, 16 de septiembre de 2002) fue un obispo y cardenal de la Iglesia católica. Ha sido proclamado venerable por la Iglesia católica.

## Biografía
Fue ordenado presbítero en 1953; obtuvo el grado de doctor en Derecho Canónico en 1959. Durante ocho años fue obispo de Nha Trang (1967-1975). En 1975 Pablo VI le nombró arzobispo coadjutor de Saigón, pero a los pocos meses, con la llegada del régimen comunista al poder de Vietnam, fue arrestado. Pasó 13 años en la cárcel, 9 de ellos en régimen de aislamiento. En 1988 fue liberado y puesto bajo régimen de arresto domiciliario en Hanói, sin permitírsele regresar a su sede diocesana. En 1991 se le autorizó ir de visita a Roma pero no se le permitió el regreso. Desde entonces vivió exiliado en esa ciudad.
Juan Pablo II le nombró, en 1994, presidente del Pontificio Consejo Justicia y Paz a la vez que dimitió como Obispo coadjutor de Saigón (llamada ahora Ciudad Ho Chi Min). En 2001, el mismo papa lo creó cardenal de Santa María de la Scala. Falleció el 16 de septiembre de 2002 en una clínica de Roma, víctima de cáncer. El Papa Juan Pablo II escribió al respecto: “Deja el recuerdo imborrable de una vida transcurrida en coherente y heroica adhesión a la propia vocación”.
El funeral tuvo lugar el 20 de septiembre en el Altar de la Confesión de la Basílica de San Pedro. La liturgia fúnebre estuvo presidida por el Papa Juan Pablo II, quien pronunció la homilía y el rito de la última commendatio y valedictio. La liturgia eucarística fue celebrada por el Cardenal Angelo Sodano, Secretario de Estado, posteriormente fue enterrado en el Cementerio comunal monumental Campo Verano.
El 6 de junio de 2012, sus restos mortales fueron trasladados, con una solemne ceremonia presidida por el cardenal Peter Kodwo Appiah Turkson, a la Iglesia de Santa María de la Scala, de la que tenía sido el titular.

## Proceso de beatificación
El 22 de octubre de 2010 se abrió la fase diocesana del proceso de beatificación del cardenal en la Basílica de San Juan de Letrán, siendo nombrado Siervo de Dios. El postulador de la causa es el holandés Waldery Hilgeman.
La apertura de este procedimiento no fue bien recibida por el gobierno vietnamita precisamente por las sentencias impuestas por el estado al cardenal. En este sentido, Vietnam impidió que un conciudadano, crítico literario y exfuncionario que había testificado en la investigación canónica, saliera del país para participar en la ceremonia de clausura de la investigación diocesana en el proceso de beatificación en Roma.
El 5 de julio de 2013 finalizó la fase diocesana de la causa de beatificación. Durante el servicio, el cardenal Agostino Vallini definió a Van Thuán como "un auténtico campeón del Evangelio vivido".
El papa Benedicto XVI inició el proceso de beatificación del Cardenal van Thuan el 16 de septiembre. El 4 de mayo de 2017, el papa Francisco aprobó el decreto por el que se reconocen sus virtudes heroicas nombrandolo Venerable, el primer paso necesario para su beatificación.

## Libros
Durante los años que pasó en la cárcel se dedicó a escribir libros a sus feligreses.
- El camino de la Esperanza.
- El camino de la Esperanza a la luz de la Palabra de Dios y del Concilio Vaticano II.
- Peregrinos por el camino de la esperanza.
- Mil y un pasos por el camino de la esperanza.
- Testigos de Esperanza.
- La esperanza no defrauda. (1980)

También escribió un libro basado en sus recuerdos de sus años de cautiverio:
- Cinco panes y dos peces. Testimonio de fe de un obispo vietnamita en la cárcel. 7 meditaciones dirigidas a los jóvenes.

## Biografías
- Van Thuan. Libre entre rejas. Teresa Gutiérrez de Cabiedes. 2016. Editorial Ciudad Nueva.
- La luz brilla en las tinieblas. Cardenal Van Thuan: Historia de una esperanza. Miguel Ángel Velasco. 2015 Ediciones Palabra